# AAA-Saison 1928
Die AAA-Saison 1928 war die 11. Meisterschaftssaison im US-amerikanischen Formelsport. Sie begann am 30. Mai mit dem Indianapolis 500 und endete am 12. Oktober in Rockingham. Louis Meyer sicherte sich den Titel.

## Rennergebnisse
| Nr. | Datum         | Veranstaltung (Rennstrecke)                                           | Meilen | Sieger         | Sieger         | Siegerteam |
| --- | ------------- | --------------------------------------------------------------------- | ------ | -------------- | -------------- | ---------- |
| 1   | 30. Mai       | International 500 Mile Sweepstakes (Indianapolis Motor Speedway) (ZO) | 500    | Louis Meyer    | Louis Meyer    | Miller     |
| 2   | 10. Juni      | Detroit Race (Michigan State Fairgrounds Speedway) (UO)               | 100    | Ray Keech      | Ray Keech      | Miller     |
| 3   | 04. Juli      | Rockingham (Rockingham Park) (HB)                                     | 15     | Lauf 1         | Leon Duray     | Miller     |
| 4   | 04. Juli      | Rockingham (Rockingham Park) (HB)                                     | 185    | Lauf 2         | Ray Keech      | Miller     |
| 5   | 19. August    | Altoona Race (Altoona Speedway) (HB)                                  | 100    | Louis Meyer    | Louis Meyer    | Miller     |
| 6   | 01. September | Syracuse Race (New York State Fairgrounds) (UB)                       | 100    | Ray Keech      | Ray Keech      | Miller     |
| 7   | 01. September | International Motor Classic (Rockingham Park) (HB)                    | 62,5   | Cliff Woodbury | Cliff Woodbury | Miller     |

- Erklärung: HB: Holzbahn (Board track), ZO: Ziegelsteinoval, UO: Unbefestigtes Oval

## Fahrer-Meisterschaft (Top 10)
| 1. | Louis Meyer    | 1596 |
| 2. | Ray Keech      | 915  |
| 3. | Lou Moore      | 406  |
| 4. | George Souders | 270  |
| 5. | Bob McDonough  | 248  |

| 6.  | Fred Frame     | 146 |
| 7.  | Norman Batten  | 145 |
| 8.  | Cliff Woodbury | 120 |
| 9.  | Billy Arnold   | 115 |
| 10. | Bill Spence    | 110 |